# Gostycyn-Wybudowanie
Gostycyn-Wybudowanie – nieoficjalna kolonia wsi Gostycyn w Polsce, położona w województwie kujawsko-pomorskim, w powiecie tucholskim, w gminie Gostycyn.
W latach 1975–1998 miejscowość administracyjnie należała do województwa bydgoskiego.
Zobacz też: Gostycyn, Gostycyn-Nogawica